# Espace séparé
Ne pas confondre avec la notion d'espace séparable.

Deux points admettant des voisinages disjoints.

En mathématiques, un espace séparé, dit aussi espace de Hausdorff, est un espace topologique dans lequel deux points distincts quelconques admettent toujours des voisinages disjoints. Cette condition est aussi appelée axiome T2 au sein des axiomes de séparation.
L'appellation fait référence à Felix Hausdorff, mathématicien allemand et l'un des fondateurs de la topologie, qui avait inclus cette condition dans sa définition originale d'espace topologique.
Cette propriété de séparation équivaut à l'unicité de la limite de tout filtre convergent (ou ce qui revient au même : de toute suite généralisée convergente).

## Exemples et contre-exemples
Tout espace métrique est séparé. En effet, deux points situés à une distance L l'un de l'autre admettent comme voisinages disjoints les boules de rayon L/3 centrées sur chacun d'eux.
Tout espace discret est séparé, chaque singleton constituant un voisinage de son élément. En particulier, un espace discret non dénombrable est séparé et non séparable.
La topologie de l'ordre associée à un ordre total est séparée.
Des exemples d'espaces non séparés sont donnés par :
- tout ensemble ayant au moins deux éléments et muni de la topologie grossière (toujours séparable) ;
- tout ensemble infini muni de la topologie cofinie (qui pourtant satisfait l'axiome T1 d'espace accessible) ;
- certains spectres d'anneau munis de la topologie de Zariski.

## Principales propriétés
- Dans un espace séparé, tout singleton est fermé[1]. Autrement dit : tout espace T2 est T1.
- Pour toute fonction f à valeurs dans un espace séparé et tout point a adhérent au domaine de définition de f, la limite de f en a, si elle existe, est unique[2]. Cette propriété équivaut à l'unicité de la limite de tout filtre convergent (ou de toute suite généralisée convergente) à valeurs dans cet espace.
- En particulier[3], la limite d'une suite à valeurs dans un espace séparé, si elle existe, est unique[4].
- Deux applications continues à valeurs dans un séparé qui coïncident sur une partie dense sont égales[1]. Plus explicitement : si Y est séparé, si f, g : X → Y sont deux applications continues et s'il existe une partie D dense dans X telle que{\displaystyle \forall x\in D,\;f(x)=g(x)}alors{\displaystyle \forall x\in X,\;f(x)=g(x).}
- Une topologie plus fine qu'une topologie séparée est toujours séparée.
- Tout sous-espace d'un espace séparé est séparé.
- Un produit d'espaces topologiques non vides est séparé si et seulement si chacun d'eux l'est.

- X est séparé si et seulement si, dans l'espace produit X×X, la diagonale { (x, x) | x ∈ X } est fermée[5].
- Le graphe d'une application continue f : X → Y est fermé dans X×Y dès que Y est séparé. (En effet, la diagonale de Y est alors fermée dans Y×Y donc le graphe de f, image réciproque de ce fermé par l'application continue f×idY : (x,y) ↦ (f(x), y), est fermé dans X×Y.) « La » réciproque est fausse, au sens où une application de graphe fermé n'est pas nécessairement continue, même si l'espace d'arrivée est séparé.
- X est séparé si et seulement si, pour tout point x de X, l'intersection des voisinages fermés de x est réduite au singleton {x} (ce qui entraine la séparation T1 : l'intersection de tous les voisinages de x est réduite au singleton).

## Espace localement séparé
Un espace topologique X est localement séparé lorsque tout point de X admet un voisinage séparé.
Un tel espace est toujours T1 mais n'est pas nécessairement séparé ni même seulement à unique limite séquentielle. On peut par exemple considérer la droite réelle munie de sa topologie usuelle et y ajouter un point 0' (qui clone le réel 0) dont les voisinages sont les voisinages de 0 dans lesquels on remplace 0 par 0'. Dans cet espace, la suite (1/n) converge à la fois vers 0 et 0'.